# Ulrich Kinsky (General)
Ulrich Graf Kinsky († 22. Oktober 1687 (a. St.) in Dresden) war ein kurfürstlich-sächsischer Hofmarschall des Kurprinzen Johann Georg und zuletzt Generalwachtmeister.

## Leben und Werk
Er stammte aus der böhmischen Adelsfamilie Kinsky, war der Sohn von Wilhelm Graf Kinsky von Wchinitz und Tettau, der 1634 gemeinsam mit Wallenstein in Eger ermordet wurde und trat 1657 als Kammerherr und Oberst in den Dienst der Kurfürsten Johann Georg II. von Sachsen. Er besaß Ansprüche auf die Herrschaft Teplitz. 1664 stieg er zum Hofmarschall des Kurprinzen auf. Im Zusammenhang mit den Ereignissen um Graf Hoffkirch, der 1667 den Degen gegen den Kurprinzen gezogen hatte, erhielt Kinsky seine Entlassung aus dem Hofdienst. Nach einigen Jahren wurde er dann am 11. November 1684 zum kursächsischen Generalwachtmeister ernannt.